# Giordano Bellincampi
Giordano Bellincampi (* 1965 in Rom) ist ein aus Italien stammender dänischer Dirigent.

## Leben und Wirken
Bellincampi wurde in Rom geboren und zog 1976 im Alter von elf Jahren mit seiner Familie nach Dänemark, wo er an der Königlich Dänischen Musikakademie in Kopenhagen Bassposaune und Dirigieren studierte. 
Zunächst war Bellincampi als Posaunist der Königlichen Kapelle Kopenhagen engagiert, bevor 1994 er als Dirigent sein Debüt beim Odense Symphonieorchester gab. Seither ist er weltweit als Dirigent tätig, unter anderem beim Toronto Symphony Orchestra. Er wirkte als Erster Gastdirigent bei der Königlichen Kapelle Kopenhagen und ebenda von 2000 bis 2006 als Musikdirektor. Sein Opern-Debüt gab er im Jahr 2000 mit der Aufführung von Giacomo Puccinis La Bohème am Königlichen Opernhaus Kopenhagen. Als Gastdirigent übernahm er Operndirigate weltweit, hauptsächlich mit Werken aus dem italienischen Repertoire. Bellincampi hatte von 2005 bis 2013 die Position des Generalmusikdirektors an der Dänischen Nationaloper in Aarhus inne und war von 2012 bis 2017 Generalmusikdirektor der Duisburger Philharmoniker. 2016 übernahm er die Leitung des Auckland Philharmonia Orchestra.